# An V
XVIIe siècle |
XVIIIe siècle |
XIXe siècle
Années 1780 | Années 1790 | Ère républicaine | Années 1800 | Années 1810
1789 | 1790 | 1791 | 1792 | 1793 | an II | an III | an IV | an V | an VI | an VII | an VIII | an IX
L'an V du calendrier républicain correspond aux années 1796 et 1797 du calendrier grégorien. Cette année a commencé le 22 septembre 1796 et s'est terminée le 21 septembre 1797.

## Événements
- 26 vendémiaire (17 octobre 1796) : attentat contre Lazare Hoche à Rennes
- 25 frimaire (15 décembre 1796) : Début d'une révolte en Irlande, soutenue par la France (fin en 1798).
- 25 nivôse (14 janvier 1797) : Victoire de Rivoli en Italie.
- 19 pluviôse (7 février 1797) : Suppression des mandats territoriaux.
- 26 germinal 15 avril 1797 : naissance d'Adolphe Thiers.
- 8 prairial (27 mai 1797) : Exécution de François Noël « Gracchus » Babeuf.
- 20 messidor (8 juillet 1797) : Constitution à Milan de la République Cisalpine, une des principales républiques sœurs de la France.
- 18 fructidor (4 septembre) : Coup d'État du Directoire contre les royalistes qui sont arrêtés.
- La Vendée est "pacifiée" par Louis Lazare Hoche.

## Concordance
| 1 Vendémiaire  | 22 septembre |
| 9 Vendémiaire  | 30 septembre |
| 10 Vendémiaire | 1er octobre  |
| 30 Vendémiaire | 21 octobre   |
| 1 Brumaire     | 22 octobre   |
| 10 Brumaire    | 31 octobre   |
| 11 Brumaire    | 1er novembre |
| 30 Brumaire    | 20 novembre  |
| 1 Frimaire     | 21 novembre  |
| 10 Frimaire    | 30 novembre  |
| 11 Frimaire    | 1er décembre |
| 30 Frimaire    | 20 décembre  |
| 1 Nivôse       | 21 décembre  |
| 11 Nivôse      | 31 décembre  |

| 12 Nivôse   | 1er janvier |
| 30 Nivôse   | 19 janvier  |
| 1 Pluviôse  | 20 janvier  |
| 12 Pluviôse | 31 janvier  |
| 13 Pluviôse | 1er février |
| 30 Pluviôse | 18 février  |
| 1 Ventôse   | 19 février  |
| 10 Ventôse  | 28 février  |
| 11 Ventôse  | 1er mars    |
| 30 Ventôse  | 20 mars     |
| 1 Germinal  | 21 mars     |
| 11 Germinal | 31 mars     |
| 12 Germinal | 1er avril   |
| 30 Germinal | 19 avril    |

| 1 Floréal    | 20 avril    |
| 11 Floréal   | 30 avril    |
| 12 Floréal   | 1er mai     |
| 30 Floréal   | 19 mai      |
| 1 Prairial   | 20 mai      |
| 12 Prairial  | 31 mai      |
| 13 Prairial  | 1er juin    |
| 30 Prairial  | 18 juin     |
| 1 Messidor   | 19 juin     |
| 12 Messidor  | 30 juin     |
| 13 Messidor  | 1er juillet |
| 30 Messidor  | 18 juillet  |
| 1 Thermidor  | 19 juillet  |
| 13 Thermidor | 31 juillet  |

| 14 Thermidor | 1er août      |
| 30 Thermidor | 17 août       |
| 1 Fructidor  | 18 août       |
| 14 Fructidor | 31 août       |
| 15 Fructidor | 1er septembre |
| 30 Fructidor | 16 septembre  |

| de la vertu     | 17 septembre |
| du génie        | 18 septembre |
| du travail      | 19 septembre |
| de l’opinion    | 20 septembre |
| des récompenses | 21 septembre |